# Жертви през Втората световна война
Жертвите през Втората световна война са най-многобройните сред тези на войните в историята, като броят им се оценява на 70 – 85 милиона души, което е около 3% от населението на света към 1940 година.
Съветският съюз губи през войната над 27 милиона души, включително 8,7 милиона военни и 19 милиона цивилни, а четвърт от цялото население на страната са ранени или убити. Военните загуби на Германия са 5,3 милиона души, главно на Източния фронт и при крайната съпротива в самата Германия.
По-голямата част от жертвите във войната са цивилни, които загиват както при самите военни действия, включително при стратегически бомбардировки, така и при опитите на воюващите страни да удържат контрола над окупирани територии с враждебно население. В Азия броят на цивилните жертви на Съюзниците по някои оценки надхвърля 10 милиона души, включително 7,5 милиона китайци. По различни оценки между 11 и 17 милиона цивилни умират в резултат, пряк или непряк, от расистката политика на германските националсоциалисти.